# Psychotria bangweana
Psychotria bangweana är en måreväxtart som beskrevs av Karl Moritz Schumann. Psychotria bangweana ingår i släktet Psychotria och familjen måreväxter. Inga underarter finns listade i Catalogue of Life.